# Diviziuni de recensământ din provincia Ontario
Diviziuni de recensământ din provincia canadiană Ontario
| key map | 01. Algoma (pop. 115,870) 02. Brant (pop. 136,035) 03. Bruce (pop. 66,102) 04. Chatham-Kent (pop. 103,671) 05. Cochrane (pop. 81,122) 06. Dufferin (pop. 56,881) 07. Durham (pop. 608,124) 08. Elgin (pop. 87,461) 09. Essex (pop. 388,782) 10. Frontenac (pop. 149,738) 11. Greater Sudbury (pop. 160,274) 12. Grey (pop. 92,568) 13. Haldimand (pop. 44,876) 14. Haliburton (pop. 17,026) 15. Halton (pop. 501,669) 16. Hamilton (pop. 519,949) 17. Hastings (pop. 134,934) 18. Huron (pop. 59,100) 19. Kawartha Lakes (pop. 73,214) 20. Kenora (pop. 57,607) 21. Lambton (pop. 126,199) 22. Lanark (pop. 65,667) 23. Leeds and Grenville (pop. 99,306) 24. Lennox and Addington (pop. 41,824) 25. Manitoulin (pop. 13,048) | 26. Middlesex (pop. 439,151) 27. Muskoka (pop. 58,047) 28. Niagara (pop. 431,346) 29. Nipissing (pop. 84,736) 30. Norfolk (pop. 63,175) 31. Northumberland (pop. 82,126) 32. Ottawa (pop. 883,391) 33. Oxford (pop. 105,719) 34. Parry Sound (pop. 42,162) 35. Peel (pop. 1,296,814) 36. Perth (pop. 75,112) 37. Peterborough (pop. 134,933) 38. Prescott and Russell (pop. 85,381) 39. Prince Edward (pop. 25,258) 40. Rainy River (pop. 20,370) 41. Renfrew (pop. 101,326) 42. Simcoe (pop. 446,063) 43. Stormont, Dundas and Glengarry (pop. 111,164) 44. Sudbury (pop. 21,196) 45. Thunder Bay (pop. 146,057) 46. Timiskaming (pop. 32,634) 47. Toronto (pop. 2,615,060) 48. Waterloo (pop. 507,096) 49. Wellington (pop. 208,360) 50. York (pop. 1,032,524) |